# Otoba lehmannii
Otoba lehmannii là một loài thực vật có hoa trong họ Myristicaceae. Loài này được (A.C. Sm.) A.H. Gentry mô tả khoa học đầu tiên năm 1979.